# Halesia
Halesia is een geslacht uit de familie Styracaceae. 

## Soorten
- Sneeuwklokjesboom (Halesia carolina)
- Halesia diptera